# Adderall (Rondodasosa)
Adderall è un singolo del rapper italiano Rondodasosa, pubblicato il 28 marzo 2024 come secondo estratto dal mixtape Blue Tape.

## Descrizione
Il singolo prende il titolo dall'omonimo farmaco, uno stimolatore cognitivo prescritto per il trattamento del disturbo da deficit di attenzione e iperattività. Nel testo, l'artista affronta temi quali l'uso di droghe ricreative, in particolare per mantenere la concentrazione durante le registrazioni negli Stati Uniti, e del successo musicale raggiunto dopo anni di difficoltà.

## Video musicale
Il video musicale del brano è stato reso disponibile in concomitanza del lancio del singolo sul canale YouTube del rapper.

## Tracce
1. Adderall – 2:45

## Classifiche
| Classifica (2024) | Posizione massima |
| ----------------- | ----------------- |
| Italia            | 85                |